# Huawei Honor 2
Huawei Honor 2 (Huawei U9508) — смартфон от компании Huawei, преемник модели Honor Pro.

## Презентация
29 октября 2012 года компания провела презентацию, на которой представила современный смартфон с достойной производительностью по доступной цене.
В первый день старта предзаказов Huawei получил более миллиона обращений, что стало для компании первым подобным рекордом.

## Аппаратное обеспечение
Устройство базируется на собственной платформе компании производителя — четырёхъядерном ARM-процессоре HiSilicon K3V2 (Hi3620), который работает в паре с 16-ю ядрами графического ускорителя GC4000 от Vivante. 

Результаты известных тестов, определяющих уровень производительности:
| Benchmark                                 | Результат  |
| ----------------------------------------- | ---------- |
| Quadrant, points                          | 5047       |
| NenaMark2 2.4, fps                        | 60,2       |
| SunSpider 0.9.1, ms                       | 1518,2     |
| AnTuTu v3.0.2, points                     | 15 458     |
| AnTuTu v3.0.3, points                     | 12 757     |
| Vellamo 2.0.2, Metal/HTML 5, points       | 464 / 1569 |
| GLBenchmark 2.5.1 Egipt HD/Offscreen, fps | 21 / 15    |
| BrowserMark 2.0, points                   | 1998       |
| Octane, points                            | 1343       |
| Smartbench 2012, points                   | 4622       |
| Basemark ES 2.0 Taiji, points             | 29,11      |

Максимальные скорости передачи данный: HSDPA — 21.1 Mbps, HSUPA — 5.76 Mbps. 

Приёмник спутниковой навигации поддерживает две системы GPS и ГЛОНАСС.
Аппарат поддерживает функцию «USB Host» с дополнительным питанием.
О пропущенных звонках, пришедших СМС, низком заряде батареи или процессе зарядки сигнализирует светодиодный индикатор на лицевой стороне телефона.
Экран защищает покрытие, выполненное по технологии Gorilla Glass II.
При совершении серьёзной вычислительной работы аппарат может существенно нагреваться в районе расположения процессора приложений (около основной камеры) вплоть до 50° C.

## Программное обеспечение
На аппарате установлена операционная система Android 4.0.4 Ice Cream Sandwich, с возможностью обновления до версии 4.2.2 Jelly Bean.
21 декабря 2012 года производитель выпустил прошивку, основанную на операционной среде Android 4.1.2 JB , о чём ранее сообщал. В тот же день вышла и альтернативная прошивка для смартфона — MIUI.

## Конкуренты
- Xiaomi Mi-Two[10][20]
- LG Nexus 4[21]
- Meizu MX 4-Core[15][22]
- Meizu MX2[15][23]